# Edmond Malinvaud
Edmond Malinvaud (Limoges, 25 aprile 1923 – Parigi, 7 marzo 2015) è stato un economista francese.
Docente all'università di Berkeley dal 1961 al 1967 e all'università di Parigi dal 1971 al 1973, ha rivestito dal 1974 al 1976 la carica di presidente dell'International economic association.
Direttore dell'INSEE dal 1974 al 1987, fu il primo presidente della Pontificia accademia delle scienze sociali (1994-2004), di cui è stato successivamente accademico onorario.
Durante la sua carriera ha pubblicato notevoli saggi di rilevanza internazionale.